# Anomochilus weberi
Espèce
Synonymes
- Anomalochilus weberi Lidth de Jeude, 1890

Statut de conservation UICN

 DD  : Données insuffisantes
Anomochilus weberi est une espèce de serpents de la famille des Anomochilidae.

## Répartition
Elle se rencontre en Indonésie à Sumatra et au Kalimantan et en Malaisie au Sabah.

## Étymologie
Cette espèce est nommée en l'honneur de Max Carl Wilhelm Weber.

## Publication originale
- (en) Lidth de Jeude, 1890 : Reptilia from the Malay Archipelago. 2. Ophidia. Zoologische Ergebnisse einer Reise in Niederländisch Ost-Indien, M. Weber, E. J. Brill, Leiden, vol. 1, p. 178-192 (texte intégral).